# خلیج ببک

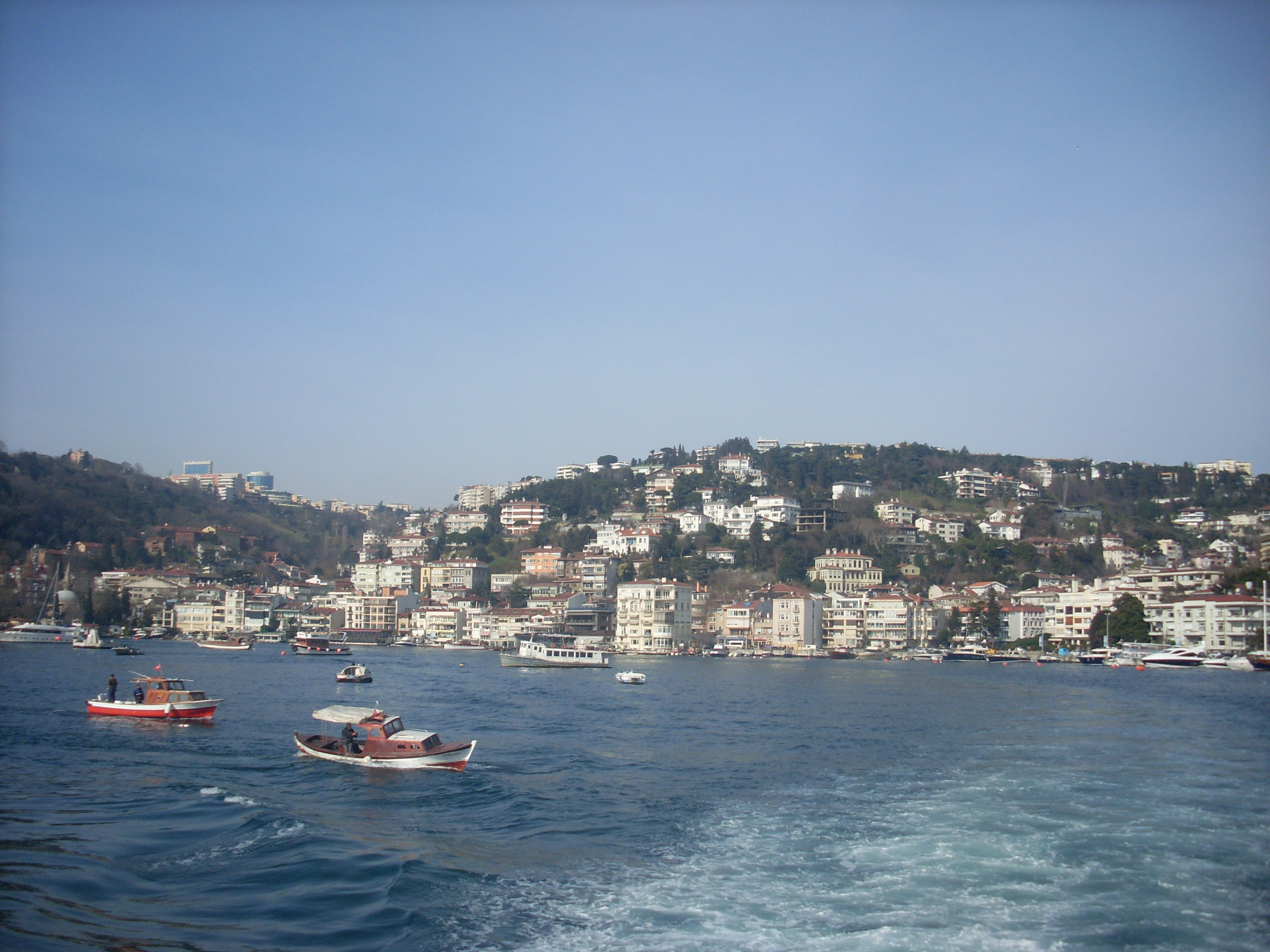

خلیج ببک (انگلیسی: Bebek Bay)، یک خور (جغرافیا) کوچک در تنگه بسفر، در بشیکتاش (استانبول) ناحیه استانبول است. قبلاً یک منطقه تفریحی بود که خانه قصری از امپراتوری عثمانی سلطان بود.